# William Surles McArthur
William Surles McArthur dr. (Laurinburg, Észak-Karolina, 1951, július 26.–) amerikai űrhajós, ezredes.

## Életpálya
1973-ban a West Pointi tisztképzőn szerzett diplomát. Belépett a katonai repülőgép vezető kiképző intézetbe, 1976-tól pilóta. Végigjárta a katonai beosztásokat, volt szakasz- és századparancsnok, hadműveleti tiszt. Elvégezte az amerikai Katonai Akadémiát. Adjunktusként tanított a West Point tisztképzőn. Katonaként szolgált Dél-Koreában és Grúziában, ahol a grúz Egyetemen repülőmérnöki diplomát szerzett. 1987-től berepülőpilóta, valamint az űrsiklók integrációs teszt mérnöke. Szolgálati ideje alatt 41 különböző repülőgépek és űrhajón több mint 9000 órát repült. A hadseregből 2001-ben leszerelt.
1990. január 17-től részesült űrhajóskiképzésben a Lyndon B. Johnson Űrközpontban, valamint a Jurij Gagarin Űrhajóskiképző Központban. Négy űrszolgálata alatt összesen 224 napot, 22 órát és 19 percet töltött a világűrben. Űrhajós pályafutása alatt több vezetői pozíciót is betöltött. A Lyndon B. Johnson Űrközpontban az ISS-re repülés szolgálat igazgatója. Űrhajós pályafutását 2012 januárjában fejezte be.

## Űrrepülések
- STS–58 a Columbia űrrepülőgép 15. repülésén küldetésfelelős. Floridából indult és Kaliforniába ért vissza. Első űrszolgálata alatt összesen 14 napot, 00 órát és 12 percet töltött a világűrben. Feladatuk orvosi- és biológiai kutatások az űrhajósokon és a 48 patkányon. Elvégeztek 20 technikai kísérletet, több esetben létesítettek az amatőr rádiósokkal kapcsolatot.
- STS–74 az Atlantis űrrepülőgép fedélzetén küldetésfelelős. Második űrszolgálata alatt összesen 8 napot, 4 órát és 31 percet töltött a világűrben. Ez volt a NASA második űrrepülőgép randevúja a Mir-űrállomással. Életfeltételeket biztosító rakomány mellett a kutatási, kísérleti feladatok eszköz- és anyagállományát, csereeszközöket szállított. Sikeresen teljesítették a meghatározott programot.
- STS–92 a Discovery űrrepülőgépen küldetésfelelős. Harmadik űrszolgálata alatt összesen 12 napot, 21 órát és 43 percet töltött a világűrben. Az ISS fejlesztéséhez szállítottak modult, amit a robotkar, valamint űrséta (kutatás, szerelés) segítségével rögzítettek. A modul lehetővé teszi a további építést, illetve képessé vált több űrhajós egyidejű tevékenységére.
- Szojuz TMA–7 fedélzeti mérnök/ISS parancsnok. Negyedik űrszolgálata alatt összesen 189 napot, 19 órát és 53 percet töltött a világűrben. Szolgálati ideje alatt kettő űrsétát (kutatás, szerelés) végzett, illetve kér alkalommal másik dokkolóhoz helyezték a Szojuz űrhajót.

### Tartalék személyzet
- Szojuz TMA–3 fedélzeti mérnök
- Szojuz TMA–5 fedélzeti mérnök